# François Fejtő
François Fejtő, nato Ferenc Fejtő (Nagykanizsa, 31 agosto 1909 – Parigi, 2 giugno 2008), è stato un giornalista e politologo ungherese naturalizzato francese, specialista in questioni politiche dell'Europa orientale.

## Biografia
Fejtő nacque in una famiglia di ebrei ungheresi dedita all'edizione di libri. Alla caduta dell'Impero austro-ungarico, la famiglia si smembrò con migrazioni verso Jugoslavia, Italia, Cecoslovacchia e Romania. Ferenc studiò letteratura alle università di Pécs e Budapest, assieme a studenti di origine slava, tedesca e italiana. Nel 1932 venne condannato ad un anno di carcere per aver organizzato un gruppo di studenti marxisti, e nel 1934 aderì al Partito Socialdemocratico. Nello stesso periodo iniziò a collaborare a riviste come Népszava o Szocializmus, e nel 1935, assieme al poeta Attila József ed al giornalista Pál Ignotus, fondò la rivista anti-fascista e anti-stalinista Szép Szó. Su di essa pubblicò opere di autori come Sartre, Mounier e Maritain.
Nel 1938, a seguito di una condanna a sei mesi di carcere per un articolo che criticava lo schieramento pro-tedesco del governo ungherese, decise di trasferirsi in Francia prima della scoppio della seconda guerra mondiale. Qui prese parte alla resistenza. Nel 1945, Ferenc, già noto come François Fejtő, divenne addetto stampa all'ambasciata ungherese a Parigi, posto che abbandonò, in segno di protesta, a seguito della condanna del suo amico László Rajk. Da quel momento, Fejtő troncò ogni relazione con il suo paese di origine, nel quale tornò una sola volta nel 1989, in occasione dei funerali di stato in onore di Imre Nagy. 
Dopo la guerra, Fejtő aderì al Congrès des intellectuels pour la liberté, assieme a Raymond Aron, François Bondy e David Rousset, fra gli altri. La pubblicazione, nel 1952, del suo libro Una storia delle democrazie popolari lo mise in cattiva luce nei confronti di gran parte degli intellettuali situati nella cerchia del Partito Comunista Francese. Fra il 1944 e il 1979, lavorò per la Agence France-Presse come giornalista specializzato in questioni relative all'Europa Orientale. Nel 1955 ottenne la cittadinanza francese, e fra il 1972 ed il 1984 insegnò presso l'Institut d'études politiques de Paris.
Nel 1973, su proposta di Raymond Aron gli venne conferito il titolo di docteur dès lettres per la sua produzione letteraria. Nel corso della sua lunga attività collaborò con numerosi giornali francesi ed europei come Esprit, Arguments, Contre-Point, Commentaire, Le Monde, Le Figaro, La Croix, Il Giornale, La Vanguardia e Magyar Hírlap. François Fejtő viene considerato uno dei maggiori intellettuali europei del XX secolo. Amico di figure come Nizan, Mounier e Camus, interlocutore critico di Malraux e Sartre, ebbe modo di conoscere capi del Komintern e del Partito Comunista, dialogò con i capi del Cremlino, con Tito, Fidel Castro e Willy Brandt, ed ebbe un rapporto di ammirazione critica con Charles de Gaulle e François Mitterrand. Alla sua morte, avvenuta il 2 giugno 2008, l'Ungheria dichiarò il lutto nazionale.

## Opere
- Storia delle democrazie popolari, a cura di Bruno Martucci, Firenze, Vallecchi, 1955.
- Ungheria 1945-1957, Prefazione di Jean-Paul Sartre, traduzione Carlo Fruttero, Collana Saggi, Giulio Einaudi Editore, 1957,  p. 421.
- Il destino dell'ebreo, Milano, Edizioni di Comunità, 1961.
- Gli Ebrei e l'Antisemitismo nei Paesi Comunisti, Milano, Sugar, 1962.
- Revisionisti contro dogmatici, Collana Saggi di Cultura Contemporanea n.51, Milano, Edizioni di Comunità, 1965,  p. 388.
- CINA-URSS. La nascita d'uno scisma, Roma, Edizioni del Borghese, 1967.
- Cina URSS. Il tempo delle «Guardie Rosse», Roma, Edizioni del Borghese, 1968.
- Storia delle democrazie popolari dopo Stalin, 1953, 1956, 1968, 1970, Collana Cultura libera n.17, Firenze, Vallecchi, 1971,  pp. XIV-674.
- Il colpo di stato di Praga 1948, Bompiani, Milano, 1977.
- Giuseppe II. Un Asburgo rivoluzionario, Gorizia, Editrice Goriziana, 1990,  p. 342. - Collana I leggeri, Libreria Editrice Goriziana, 2014, ISBN 978-88-86-92847-2.
- Requiem per un Impero defunto. La dissoluzione del mondo austro-ungarico, Collana La Storia, Milano, Mondadori, 1990,  p. 456, ISBN 978-88-04-33045-5.
- La fine delle democrazie popolari. L'Europa Orientale dopo la rivoluzione del 1989, traduzione di Marisa Aboaf, Collana La Storia, Milano, Mondadori, 1994,  p. 542.
- Il passeggero del secolo. Guerre, Rivoluzioni, Europe, traduzione di Aridea Fezzi Price, a cura di Maurizio Serra, Collana La nuova diagonale n.35, Palermo, Sellerio, 2001, ISBN 978-88-389-1677-9.
- Viaggio sentimentale, traduzione di Aridea Fezzi Price, Collana La memoria n.582, Palermo, Sellerio, 2003, ISBN 978-88-389-1850-6.
- Dio, l'uomo e il diavolo. Meditazione sul male nel corso della storia, traduzione di Aridea Fezzi Price, Collana La nuova diagonale n.65, Palermo, Sellerio, 2007, ISBN 978-88-389-2154-4.
- Ricordi. Da Budapest a Parigi, traduzione di Aridea Fezzi Price, Introduzione di Maurizio Serra, Collana La nuova diagonale n.79, Palermo, Sellerio, 2009, ISBN 978-88-389-2392-0.